# Krutalarmet
Krutalarmet var det larm som mobiliserade den patriotiska milisen Massachusetts sedan en brittisk truppstyrka gjort en räd mot Provinsen Massachusetts krutmagasin i staden Somerville, Massachusetts 1774.

## Rykten och alarmering
Ett rykte spreds vilket sade att de brittiska trupperna hade dödat eller sårat patrioter under räden mot krutmagasinet i Sommerville. Milisen mobiliserades i Massachusetts och Connecticut och tusentals milismän började röra sig mot Boston. Samtidigt tvingade pöbelupplopp lojalister och kungliga ämbetsmän att ställa sig under den brittiska arméns beskydd. När det visade sig att ingen hade blivit skadad vid räden avbröts mobiliseringen.

## Betydelse
Krutalarmet var en generalrepetition på vad som skulle äga rum efter Slagen vid Lexington och Concord året därpå.